# Hanns Günther
Hanns Günther, eigentlich Walter de Haas (geboren als Walter Siede) (* 19. März 1886; † 1969), war ein deutscher Autor, Übersetzer und Herausgeber von populärwissenschaftlichen Büchern.

## Leben
Bereits 1911 verwendete Walter Siede den Autorennamen Hanns Günther. Wegen einer Vorstrafe und um der Einberufung zum Militär zu entgehen, wanderte er in die Schweiz aus und nahm den Namen de Haas an. Er wurde in Zürich sesshaft und schrieb weiterhin unter seinem Pseudonym Hanns Günther.
1912 begann er mit der Veröffentlichung elektrotechnischer Einführungen in der Franckh’schen Verlagshandlung bzw. der populärwissenschaftlichen Kosmos-Reihe. Seine Bücher gelten noch heute als Referenz für die Verbindung von Exaktheit und Verständlichkeit.
Als heute noch bedeutend angesehen wird sein Buch In hundert Jahren – Die künftige Energieversorgung der Welt, das 1931 von der Gesellschaft der Naturfreunde herausgebracht wurde. In diesem Buch propagierte er im Hinblick auf die Endlichkeit der Kohlevorräte Geothermiekraftwerke (diesen Typ gab es damals schon in Italien) und die bis dahin nirgends realisierten Kraftwerkstypen Aufwindkraftwerk, Wellenkraftwerk und Gezeitenkraftwerk.
Gesucht ist auch sein Werk Das Buch von der Eisenbahn von 1927, weil die damals aktuelle Bahntechnik heute noch historisch interessierte Bahnfreunde fasziniert. Das Buch behandelt alle Themen, von der grundlegenden Physik über die Technik der Fahrzeuge, Schienenwege und Signale bis zu den Bahnbauten und Fragen des Fahrplans. Ein Nachdruck erschien 2006.

## Werke

### Autor
- Der junge Experimentier-Künstler – Physikalische Versuche. Rister, Nürnberg o. J.
- Der junge Experimentier-Künstler – Plaudereien über Chemie. Rister, Nürnberg o. J.
- Der junge Experimentier-Künstler – Versuche mit Elektrizität. Rister, Nürnberg o. J.
- Wie unsere Maschinen arbeiten. Vier Bände. Verlag der Technischen Monatshefte, Franckh’sche Verlagshandlung, Stuttgart 1911–1913.
  - Band I: Elemente und Elektrochemie.
  - Band II: Telegraphie und Telephonie.
  - Band III: Dynamomaschinen und Elektromotoren.
  - Band IV: Elektrisches Licht u. a.
- mit F. A. Collins: Flugmaschinenbuch für Jungen. Franckh’sche Verlagshandlung, Stuttgart 1917.
- mit M. U. Schoop: Das Schoopsche Metallspritzverfahren – Seine Entwicklung und Anwendung. Franckh’sche Verlagshandlung, Stuttgart 1917.
- Elektrotechnik für Alle – Eine volkstümliche Darstellung der Lehre vom elektrischen Strom und der modernen Elektrotechnik. Franckh’sche Verlagshandlung, Stuttgart 1919. Dritte Neuauflage des vierbändigen Werkes Der elektrische Strom.
- Von der Elektrizität – Einführung in die Elektrotechnik. Rascher & Cie, Zürich 1920.
- Radiotechnik – Das Reich der elektrischen Wellen. Franckh’sche Verlagshandlung, Stuttgart 1921.
- Wellentelegraphie. Franckh’sche Verlagshandlung, Stuttgart, Stuttgart 1921.
  - Wellentelegraphie – Ein radiotechnisches Praktikum. Franckhs Technischer Verlag Dieck & Co, Stuttgart 1924.
  - ab der zwanzigsten Auflage: Das Radiobuch (Funkerbuch) – Eine Einführung in die Wellentelegraphie und -telephonie für jedermann, Franckh’s Technischer Verlag Dieck & Co, Stuttgart.
- Chemie für Jungen – Ein Experimentier- und Lesebuch. Zwei Bände. Autorisierte freie Bearbeitung nach J. H. Fabre: Chimie de l’oncle Paul. Rascher & Cie, Zürich 1922.
- Experimentierbuch für Jungen. Versuche aus der Mechanik, Versuche mit Reibungselektrizität, Zauberkünste und Taschenspielereien, Franckh’sche Verlagshandlung, Stuttgart 1922.
- Technische Träume. Rascher & Cie, Zürich 1922.
- Was mancher nicht weiß – Das Buch der Superlative. Rascher & Cie, Zürich 1923.
- mit Franz Fuchs: Der praktische Radioamateur – Das ABC des Radiosports zum praktischen Gebrauch für Jedermann. Franckh’sche Verlagshandlung, Stuttgart 1924.
- mit Hans Vatter: Bastelbuch für Radioamateure – Anleitungen zur Selbstanfertigung aller Einzelteile für Radioempfänger. Franckh’sche Verlagshandlung, Stuttgart 1924.
- Schaltungsbuch für Radioamateure – Fünfzig erprobte Radioschaltungen zur Selbstfertigung von Empfängern und Verstärkern aus käuflichen Einzelteilen. Franckh’sche Verlagshandlung, Stuttgart 1924.
- Das zweite Schaltungsbuch – Fünfzig erprobte Radioschaltungen zur Selbstfertigung von Empfängern und Verstärkern aus käuflichen Einzelteilen. Franckh’sche Verlagshandlung, Stuttgart 1924.
- mit H. Kröncke, F. Herkenrath: Tabellen und Formeln für Radioamateure. Franckh’sche Verlagshandlung, Stuttgart 1924.
- Der Weg des Eisens vom Erz zum Stahl – ein technisches Bilderbuch. Dieck & Co. (Franckh’s Technischer Verlag), Stuttgart 1925.
- mit C. Culatti: Wer gibt? – Die Funkstationen der Welt. Franckh’sche Verlagshandlung, Stuttgart 1925.
- Fünfsprachenwörterbuch für Radioamateure. Dieck & Co, Stuttgart 1925.
- Radiotechnisches Lexikon. Dieck & Co, Stuttgart 1925.
- Pioniere der Radiotechnik – 24 Lebensbilder. Dieck & Co. (Franckh’s Technischer Verlag), Stuttgart 1926.
- Radio für Anfänger – Ein Experimentier- und Bastelbuch. Franckh’sche Verlagshandlung, Stuttgart 1926.
- mit R. Hell: Antenne und Erde. Franckh’sche Verlagshandlung, Stuttgart 1926.
- Physik für Alle – Band 1: Das Reich der Mechanik. Dieck & Co. (Franckh’s Technischer Verlag), Stuttgart 1926.
- Physik für Alle – Band 2: Schall / Wärme / Licht. Dieck & Co. (Franckh’s Technischer Verlag), Stuttgart 1927.
- Starkstromversuche – Ein Experimentier- und Bastelbuch als Einführung in die Elektrotechnik. Franckh’sche Verlagshandlung, Stuttgart 1927.
- Was ist Magnetismus? Franckh’sche Verlagshandlung, Stuttgart 1927.
- Das Buch von der Eisenbahn – Ihr Werden und Wesen. Der Jugend und dem Volk erzählt. Franckh’sche Verlagshandlung, Stuttgart 1928.
  - Reprint: GeraMond, 2006, ISBN 978-3-7654-7317-3.
- Aus der Technik Wunderwelt – Technische Plaudereien. Rascher & Cie A.-G. Verlag, Zürich und Leipzig 1927.
- Die Eroberung der Tiefe Kosmos, Gesellschaft der Naturfreunde, Franckh’sche Verlagshandlung, Stuttgart 1928.
- mit Paul Hirsch: Der praktische Modellflieger. Unter Mitarbeit von Fritz Thiele. Franckh’sche Verlagshandlung, Stuttgart 1929.
- Gold auf der Straße – Was aus Abfallstoffen werden kann. Dieck & Co. (Franckh’s Technischer Verlag), Stuttgart 1929.
- Technische Schönheit. 64 Bilder eingeleitet und erläutert von Hanns Günther. Orell Füssli Schaubuch. 1929.
- Im Reiche Röntgens – Eine Einführung in die Röntgentechnik allgemeinverständlich dargestellt. Kosmos, Gesellschaft der Naturfreunde, Franckh’sche Verlagshandlung, Stuttgart 1931.
- In hundert Jahren – Die künftige Energieversorgung der Welt. Kosmos, Gesellschaft der Naturfreunde, Franckh’sche Verlagshandlung, Stuttgart 1931.
- Jetzt bau' ich einen Empfänger – Ein Buch für alte und junge Bastler. Franckh’sche Verlagshandlung, Stuttgart 1932.
- mit Heinz Richter: Schule des Funktechnikers – Ein Hilfsbuch für den Beruf mit besonderer Berücksichtigung der Rundfunktechnik. Drei Bände. Franckh’sche Verlagshandlung, Stuttgart 1939.
- mit Heinz Richter: Lexikon der Funktechnik und ihrer Grenzgebiete – unter besonderer Berücksichtigung der Rundfunktechnik. Franckh’sche Verlagshandlung, Stuttgart 1943.

### Übersetzungen, Bearbeitungen
- K. Smalian: In meinen Mußestunden – Naturwissenschaftliche Anregungen und Mitteilungen für unsere Jugend. III. Jahrgang. Redigiert von Hanns Günther. Franckh’sche Verlagshandlung, Stuttgart 1911/1912.
- Elektrotechnik für Jungen. Erster Band. Autorisierte deutsche Bearbeitung nach Joseph H. Adams: Harper’s Electricity Book for Boys. Franckh’sche Verlagshandlung, Stuttgart 1912.
- Frankreich bei der Arbeit – Bilder aus dem französischen Wirtschaftsleben. Von Victor Cambon. Autorisierte deutsche Bearbeitung. Franckh’sche Verlagshandlung, Stuttgart 1914.
- Durch Belgien – Wanderungen eines Ingenieurs vor dem Kriege. Nach J. Izart. Franckh’sche Verlagshandlung, Stuttgart 1915.
- Was ist Elektrizität? – Erzählungen eines Elektrons. Autorisierte freie Bearbeitung nach Ch. R. Gibson: Autobiography of an electron. Franckh’sche Verlagshandlung, Stuttgart 1919.
- Kleine Elektrotechnik für Jungen – Eine Anleitung zum Bau elektr. Apparate u. Instrumente sowie zum Verständnis ihrer Wirkungsweise. Unter Benutzung von Joseph H. Adams Harpers Electricity for Boys. Franckh’sche Verlagshandlung, Stuttgart 1919.
  - Ab 1948 fortgeführt von Heinz Richter unter dem Titel Elektrotechnik für Jungen. Franckh’sche Verlagshandlung, Stuttgart.[8]
- Elektrotechnisches Bastelbuch (Große Elektrotechnik für Jungen). Zwei Bände. Unter autorisierter Benützung von Harpers Electricity for Boys. Franckh’sche Verlagshandlung, Stuttgart 1920.
- Die Installation elektrischer Klingelanlagen – für Elektroinstallateure und zum Selbstgebrauch. Nach einem Manuskript von Eugen Hager frei bearbeitet. Franckhs Technischer Verlag Dieck & Co, Stuttgart 1922.
- Ins Innere des Atoms. Autorisierte deutsche Bearbeitung nach John Mills: Within the Atom. Philipp Reclam jun., Leipzig 1928.

### Herausgeberschaft
- Mikrokosmos, Franckh’sche Verlagshandlung, Stuttgart 1913–1916.
- Jahrbuch der Technik (Sonderausgabe von „Technik für Alle“) – 1. Jahrgang. Franckh’sche Verlagshandlung, Stuttgart 1915.
- Jahrbuch der Technik (Sonderausgabe von „Technik für Alle“) – 2. Jahrgang. Franckh’sche Verlagshandlung, Stuttgart 1916.
- Jahrbuch der Technik (Sonderausgabe von „Technik für Alle“) – 3. Jahrgang. Franckh’sche Verlagshandlung, Stuttgart 1917.
- Ferienbuch für Jungen. Zwei Bänden, unter Mitarbeit von Hermann Emch, August Forel, Hans Friedrich, Heinrich Meyer, H. Noll-Tobler, Max Oettli (Pädagoge), P. Steinmann. Franckh’sche Verlagshandlung, Stuttgart 1918.
- Wunder in uns – Ein Buch vom menschlichen Körper für jedermann. Unter Mitarbeit von Herm. Dekker, Fritz Kahn, Ad. Koelsch, C. L. Schleich. Rascher & Cie, Zürich 1921.
- Taten der Technik – Ein Buch unserer Zeit Erster Band. In Verbindung mit Artur Fürst, E. Lasswitz, L. Richtera, N. Stern, P. Schuster. Rascher & Cie, Zürich 1923.
- Was fang' ich an? – Ein Beschäftigungsbuch. Unter Mitarbeit von W. Brunner, O. Kuhfahl, F. Stäger, Hans Vatter. Rascher & Cie, Zürich 1924.
- Die Weite Welt – Ein Buch der Reisen und Abenteuer, Erfindungen und Entdeckungen. Unter Mitarbeit von Leonhard Adelt, W. W. Bechtle, W. Brunner, Friedo Devens, Heinrich Göhring, H. Hauri, Adolf Koelsch, E. Lasswitz, H. Meyer, Carl W. Neumann, Colin Ross, F. Saxer, P. Schuster, W. Schweisheimer, Hans Vatter und Geheimrat Wernekke, Rascher & Cie, Zürich 1924.
- Wie erwerbe ich eine Versuchserlaubnis – Ein Hand- und Hilfsbuch für Radioamateure. Unter Mitarbeit von Friedrich Dencker; Franz Fuchs; P. Lertes u. a. Franckh’sche  Verlagshandlung, Stuttgart 1925.
- mit Manfred von Ardenne u. a.: Handbuch der Funk-Technik. Zwei Bände. Franckh’sche Verlagshandlung Stuttgart 1935/1937.
- Das Große Fernsehbuch, die Entwicklung des Fernsehens von den Grundlagen bis zum heutigen Stand. Franckh’sche Verlagshandlung Stuttgart 1938.